# Follow Your Bliss: The Best of Senses Fail

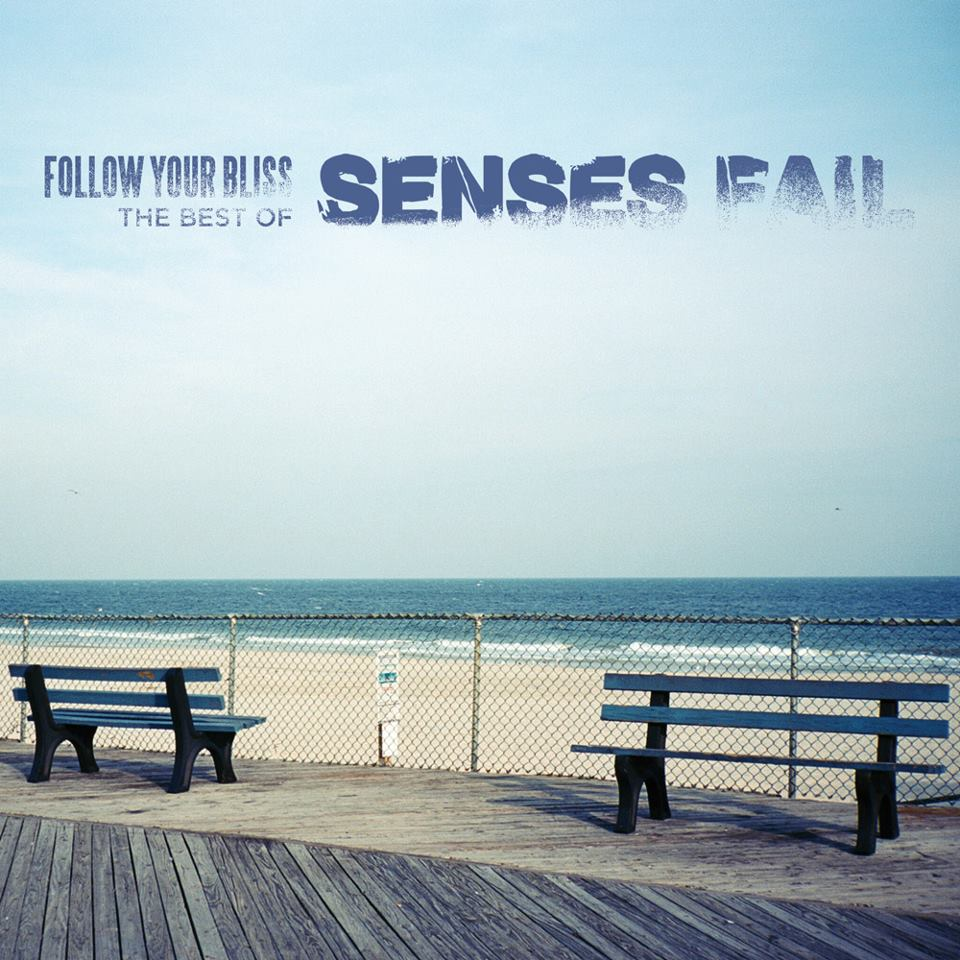
Portada del álbum recopilatorio Follow Your Bliss: The Best of Senses Fail.

Follow Your Bliss: The Best of Senses Fail es el primer álbum recopilatorio de la banda de post-hardcore Senses Fail, lanzado el 19 de junio de 2012 a través de Vagrant Records. El álbum consta de canciones y sencillos conocidos de la banda de sus lanzamientos anteriores From the Depths of Dreams (EP, 2002), Let It Enfold You (2004), Still Searching (2006), Life Is Not a Waiting Room (2008) y The Fire (2010). El álbum también incluye cuatro canciones nuevas en el segundo disco.

## Lanzamiento y promoción
Senses Fail subió varios videos a su canal de YouTube, como "War Paint" (del EP), y volvió a publicar videos como "The Priest and the Matador". La banda ha hecho varios anuncios en su página de Facebook. Senses Fail también permitió a AbsolutePunk.net revisar el EP, y el sitio decía: "La urgencia que fluye a través de 'Early Graves' muestra a la banda en su mejor momento, especialmente a Nielsen, quien realmente se ha destacado como vocalista". AbsolutePunk.net le dio al EP una calificación del 75% (7,5 sobre 10).

## Lista de canciones
Disco 1
1. "Wolves At The Door" - 3:28
2. "Can't Be Saved" - 3:08
3. "Lungs Like Gallows" - 3:08
4. "Buried A Lie" - 3:22
5. "Shark Attack" - 2:54
6. "Lady In A Blue Dress" - 3:19
7. "The Fire" - 3:44
8. "Rum Is for Drinking, Not for Burning" - 2:43
9. "Calling All Cars" - 3:24
10. "Bite To Break Skin" 3:33
11. "The Priest And The Matador" - 4:19
12. "Bloody Romance" - 3:49
13. "Family Tradition" - 3:34
14. "You're Cute When You Scream" - 2:26
15. "New Year's Eve" - 3:15
16. "One Eight Seven" - 4:12

Disco 2
1. "War Paint" - 3:39
2. "Vines" - 3:36
3. "Early Graves" - 3:16
4. "Waves" - 3:19

- Las pistas 12 y 16 son del EP From the Depths of Dreams.
  - Estos se intercambian por "Lifeboats" y "Garden State", respectivamente, en la versión japonesa.
- Las pistas 4, 6, 8, 10 y 14 son del álbum Let It Enfold You (2004).
- Las pistas 2, 5, 9 y 11 son del álbum Still Searching (2006).
- Las pistas 1, 3 y 13 son del álbum Life Is Not a Waiting Room (2008).
- Las pistas 7 y 15 son del álbum The Fire (2010).